# Ocybola
Ocybola este un gen de molii din familia Lymantriinae.